# Jankeijcythere
Jankeijcythere is een geslacht van kreeftachtigen uit de klasse van de Ostracoda (mosselkreeftjes).

## Soorten
- Jankeijcythere antimerodonta (Jellinek, 1993) Maddocks, 1995
- Jankeijcythere bispinosa (Brady, 1868) Maddocks, 1995
- Jankeijcythere cuspis Jellinek, 1993
- Jankeijcythere koenigswaldi (Keij, 1954) Mckenzie, 1988
- Jankeijcythere longereticulata (Jellinek, 1993) Maddocks, 1995
- Jankeijcythere mckenziei (Annapurna & Sarma, 1986)